# El Pantera (luchador)
Francisco Javier Pozas (3 de febrero de 1964) es un luchador profesional o luchador mexicano, quien es conocido bajo el nombre en el ring de El Pantera, pero también ha trabajado como Pantera II, El Manaya, América, Tritón y TANAKA en los últimos años. Pozas hizo su debut en la lucha libre en 1985, trabajando como un enmascarado (luchador enmascarado) con una máscara inspirada en una pantera, para ir con su personaje "El Pantera". Con los años Pozas ha trabajado en México, Japón y los Estados Unidos, en México ha trabajado para el Consejo Mundial de Lucha Libre (CMLL), Asistencia Asesoría y Administración (AAA), International Wrestling Revolution Group (IWRG), en Japón, que ha trabajado Universal Lucha Libre (ULL) y All Japan Pro Wrestling (AJPW) y en los Estados Unidos es más conocido por su trabajo en la World Wrestling Federation (WWF) desde 1997 hasta 1999 y Chikara donde ha trabajado desde el año 2007. En 2006 perdió su máscara de Pantera como resultado de un combate. Él, sin embargo, continuó con la máscara cuando fue a Chikara y en 2011 también comenzó a usarla de nuevo en México.

## En lucha
- Movimientos finales

- Frankensteiner

## Campeonatos y logros
- Chikara

- King of Trios (2008) – con Incógnito y Lince Dorado

- Consejo Mundial de Lucha Libre (CMLL)

- CMLL World Welterweight Championship (3 veces)
- Mexican National Lightweight Championship (1 vez)

- Comisión de Box y Lucha Distrito Federal

- Distrito Federal Lightweight Championship (1 vez)
- Distrito Federal Trios Championship (1 vez) – con Águila Solitaria and Ciclón Ramírez

- International Wrestling Revolution Group (IWRG)

- IWRG Intercontinental Middleweight Championship (3 veces)
- IWRG Intercontinental Trios Championship (1 vez) – con Black Tiger III y Pentagon Black
- IWRG Intercontinental Tag Team Championship (1 vez) – con El Felino
- Rey del Ring (2011)

- Mexican Regional championships

- Nuevo León Trios Championship (1 vez) – con Águila Solitaria and Ciclón Ramírez
- Veracruz Trios Championship (1 vez) – con Águila Solitaria and Ciclón Ramírez

- Universal Lucha Libre / Universal Wrestling Federation

- UWF Super Welterweight Championship (3 veces)

- World Wrestling Association (WWA)

- WWA Middleweight Championship (1 vez)

## Luchas de apuestas
| Apuesta         | Ganadores                      | Perdedores               | Ubicación                   | Fecha                    | Notas |
| --------------- | ------------------------------ | ------------------------ | --------------------------- | ------------------------ | --- |
| Cabello         | El Pantera                     | Mohicano I               | desconocido                 | desconocido              | |
| Cabello         | El Pantera II                  | Bravo Kid                | Acatitlán, Estado de México | desconocido              | |
| Máscara         | El Pantera II                  | Mr. Cid                  | Naucalpan, Estado de México | 4 de septiembre de 1988  | [ 13 ] |
| Cabello         | El Pantera II and Canelo Casas | Mr. Cid y Bestia Verde   | Naucalpan, Estado de México | 11 de septiembre de 1998 | |
| Máscara         | El Pantera                     | Mr. Fama                 | Naucalpan, Estado de México | 11 de febrero de 1989    | |
| Máscara         | El Pantera                     | Tarasco IV               | Naucalpan, Estado de México | 14 de enero de 1990      | |
| Máscara         | El Pantera                     | Tarasco III              | Ciudad de México            | 24 de junio de 1990      | |
| Cabello/Máscara | El Pantera and Joe Mercado     | Tarasco I and Tarasco II | Naucalpan, Estado de México | 22 de julio de 1990      | |
| Cabello         | El Pantera                     | Romano García            | León, Guanajuato            | 3 de diciembre de 1990   | |
| Máscara         | El Pantera                     | Bombero Infernal         | Naucalpan, Estado de México | 7 de diciembre de 1997   | [ 13 ] |
| Máscara         | Misterioso, Jr.                | El Pantera               | Ciudad de México            | 14 de julio de 2006      | Match also included: El Sagrado, Volador, Jr., Nitro, Neutron, Máscara Púrpura, Averno, Mephisto, El Felino, Sangre Azteca, La Máscara |
| Cabello         | El Dandy                       | El Pantera               | Naucalpan, Estado de México | 19 de junio de 2008      | [ 1 ] |
| Cabello         | Trauma I                       | El Pantera               | Naucalpan, Estado de México | 25 de febrero de 2010    | Pantera was the captain of a trio that lost to Trauma I's team                                                                         |